# 白米镇 (合江县)
白米乡，是中华人民共和国四川省泸州市合江县下辖的一个乡镇级行政单位。

## 行政区划
白米乡下辖以下地区：
白米社区、转龙湾村、黄金山村、史坝村、桥上村、向阳村、斗笠村、碾子榜村、龙聚村、陈湾村、金宝山村、桂花树村和梨湾村。